# Volta à Hungria de 2018
A 39.ª edição da Volta à Hungria celebrou-se entre 14 e 19 de agosto de 2018 com início na cidade de Siófok e final na cidade de Budapeste na Hungria. O percurso constou de um total de 6 etapas sobre uma distância total de 864,9 km.
A carreira fez parte do circuito UCI Europe Tour de 2018, dentro da categoria 2.1, e foi vencida pelo italiano Manuel Belletti da Androni Giocattoli-Sidermec. Completaram o pódio, como segundo e terceiro classificado respectivamente, o polaco Kamil Małecki da CCC Sprandi Polkowice e o também italiano Paolo Totò da Sangemini-mg.kvis-Vega.

## Equipas participantes
Tomarão a partida um total de 19 equipas, dos quais 3 Profissionais Continentais, 13 Continentais e 3 selecções nacionais, quem conformaram um pelotão de 129 ciclistas dos quais terminaram 105. As equipas participantes foram:
| Equipes profissionais Continentais (3)- Androni Giocattoli-Sidermec - CCC Sprandi Polkowice - Team Novo Nordisk Equipes Continentais (13)- Differdange-Losch - Dukla Banská Bystrica - Kőbánya Cycling Team - Ljubljana Gusto Xaurum - My Bike-Stevens - Pannon - Pardus-Tufo Prostejov - Polartec-Kometa - Sangemini-MG.Kvis - Team Novak - Bike Aid - Dimension Data-Qhubeka - Vorarlberg-Santic Equipes nacionais (3)- Hungria - Sérvia - Roménia |
| |

## Percorrido
| Etapa   | Data    | Percurso                      | type                      | Distância (km) | Vencedor           | Líder geral       |
| ------- | ------- | ----------------------------- | ------------------------- | -------------- | ------------------ | ----------------- |
| Prólogo | 14 ago. | Siófok – Siófok               | contrarrelógio individual | 3,5            | Patrick Schelling  | Patrick Schelling |
| 1       | 15 ago. | Balatonalmádi – Keszthely     | média montanha            | 153,8          | Manuel Belletti    | Manuel Belletti   |
| 2       | 16 ago. | Velence – Székesfehérvár      | média montanha            | 190,5          | Matteo Moschetti   | Manuel Belletti   |
| 3       | 17 ago. | Cegléd – Hajdúszoboszló       | etapa plana               | 206,6          | Andrii Bratashchuk | Manuel Belletti   |
| 4       | 18 ago. | Karcag – Miskolc              | alta montanha             | 182,3          | Nikodemus Holler   | Manuel Belletti   |
| 5       | 19 ago. | Kazincbarcika – Kazincbarcika | média montanha            | 128,2          | Nikodemus Holler   | Manuel Belletti   |

## Desenvolvimento da carreira

### Prólogo
| Siófok - Siófok | contrarrelógio individual | (3,5 km) |

| \| Classificação por etapas \| Classificação por etapas \| Classificação por etapas \| Classificação por etapas \| Classificação por etapas \| \| Ciclista \| Ciclista \| Equipe \| Tempo \| \| \| ------------------------ \| ------------------------ \| --------------------------- \| ------------------------ \| ------------------------ \| \| 1. \| Patrick Schelling \| Team Vorarlberg-Santic \| 4m32s \| \| \| 2. \| Charles Planet \| Team Novo Nordisk \| + 1s \| \| \| 3. \| Manuel Belletti \| Androni Giocattoli-Sidermec \| + 1s \| \| \| 4. \| Maximilian Kuen \| My Bike-Stevens \| + 2s \| \| \| 5. \| Paolo Totò \| Sangemini-MG.Kvis-Vega \| + 4s \| \| \| 6. \| Gian Friesecke \| Team Vorarlberg-Santic \| + 5s \| \| \| 7. \| Paweł Bernas \| CCC Sprandi Polkowice \| + 6s \| \| \| 8. \| Lucas Carstensen \| Bike Aid \| + 6s \| \| \| 9. \| Nicolae Tanovitchii \| Team Novak \| + 7s \| \| \| 10. \| Michele Scartezzini \| Sangemini-MG.Kvis-Vega \| + 9s \| \| |                     |                             |       |
| |                     |                             |       |
| Fonte: ProCyclingStats |                     |                             |       |
| Classificação por etapas |                     |                             |       |
| Ciclista | Ciclista            | Equipe                      | Tempo |
| 1. | Patrick Schelling   | Team Vorarlberg-Santic      | 4m32s |
| 2. | Charles Planet      | Team Novo Nordisk           | + 1s  |
| 3. | Manuel Belletti     | Androni Giocattoli-Sidermec | + 1s  |
| 4. | Maximilian Kuen     | My Bike-Stevens             | + 2s  |
| 5. | Paolo Totò          | Sangemini-MG.Kvis-Vega      | + 4s  |
| 6. | Gian Friesecke      | Team Vorarlberg-Santic      | + 5s  |
| 7. | Paweł Bernas        | CCC Sprandi Polkowice       | + 6s  |
| 8. | Lucas Carstensen    | Bike Aid                    | + 6s  |
| 9. | Nicolae Tanovitchii | Team Novak                  | + 7s  |
| 10. | Michele Scartezzini | Sangemini-MG.Kvis-Vega      | + 9s  |

| \| Classificação geral \| Classificação geral \| Classificação geral \| Classificação geral \| Classificação geral \| \| Ciclista \| Ciclista \| Equipe \| Tempo \| \| \| ------------------- \| ------------------- \| --------------------------- \| ------------------- \| ------------------- \| \| 1. \| Patrick Schelling \| Team Vorarlberg-Santic \| 4m32s \| \| \| 2. \| Charles Planet \| Team Novo Nordisk \| + 1s \| \| \| 3. \| Manuel Belletti \| Androni Giocattoli-Sidermec \| + 1s \| \| \| 4. \| Maximilian Kuen \| My Bike-Stevens \| + 2s \| \| \| 5. \| Paolo Totò \| Sangemini-MG.Kvis-Vega \| + 4s \| \| \| 6. \| Gian Friesecke \| Team Vorarlberg-Santic \| + 5s \| \| \| 7. \| Paweł Bernas \| CCC Sprandi Polkowice \| + 6s \| \| \| 8. \| Lucas Carstensen \| Bike Aid \| + 6s \| \| \| 9. \| Nicolae Tanovitchii \| Team Novak \| + 7s \| \| \| 10. \| Michele Scartezzini \| Sangemini-MG.Kvis-Vega \| + 9s \| \| |                     |                             |       |
| |                     |                             |       |
| Fonte: ProCyclingStats |                     |                             |       |
| Classificação geral |                     |                             |       |
| Ciclista | Ciclista            | Equipe                      | Tempo |
| 1. | Patrick Schelling   | Team Vorarlberg-Santic      | 4m32s |
| 2. | Charles Planet      | Team Novo Nordisk           | + 1s  |
| 3. | Manuel Belletti     | Androni Giocattoli-Sidermec | + 1s  |
| 4. | Maximilian Kuen     | My Bike-Stevens             | + 2s  |
| 5. | Paolo Totò          | Sangemini-MG.Kvis-Vega      | + 4s  |
| 6. | Gian Friesecke      | Team Vorarlberg-Santic      | + 5s  |
| 7. | Paweł Bernas        | CCC Sprandi Polkowice       | + 6s  |
| 8. | Lucas Carstensen    | Bike Aid                    | + 6s  |
| 9. | Nicolae Tanovitchii | Team Novak                  | + 7s  |
| 10. | Michele Scartezzini | Sangemini-MG.Kvis-Vega      | + 9s  |

### 1.ª etapa
| Balatonalmádi - Keszthely | média montanha | (153,8 km) |

| \| Classificação por etapas \| Classificação por etapas \| Classificação por etapas \| Classificação por etapas \| Classificação por etapas \| \| Ciclista \| Ciclista \| Equipe \| Tempo \| \| \| ------------------------ \| ------------------------ \| --------------------------- \| ------------------------ \| ------------------------ \| \| 1. \| Manuel Belletti \| Androni Giocattoli-Sidermec \| 3h36m18s \| \| \| 2. \| Matteo Moschetti \| Polartec-Kometa \| + 0s \| \| \| 3. \| Kamil Małecki \| CCC Sprandi Polkowice \| + 0s \| \| \| 4. \| Paolo Totò \| Sangemini-MG.Kvis-Vega \| + 0s \| \| \| 5. \| Jannik Steimle \| Team Vorarlberg-Santic \| + 0s \| \| \| 6. \| Paweł Bernas \| CCC Sprandi Polkowice \| + 0s \| \| \| 7. \| Nikodemus Holler \| Bike Aid \| + 0s \| \| \| 8. \| Adrian Kurek \| CCC Sprandi Polkowice \| + 0s \| \| \| 9. \| Charles Planet \| Team Novo Nordisk \| + 0s \| \| \| 10. \| Žiga Ručigaj \| Radenska Ljubljana \| + 0s \| \| |                  |                             |          |
| |                  |                             |          |
| Fonte: ProCyclingStats |                  |                             |          |
| Classificação por etapas |                  |                             |          |
| Ciclista | Ciclista         | Equipe                      | Tempo    |
| 1. | Manuel Belletti  | Androni Giocattoli-Sidermec | 3h36m18s |
| 2. | Matteo Moschetti | Polartec-Kometa             | + 0s     |
| 3. | Kamil Małecki    | CCC Sprandi Polkowice       | + 0s     |
| 4. | Paolo Totò       | Sangemini-MG.Kvis-Vega      | + 0s     |
| 5. | Jannik Steimle   | Team Vorarlberg-Santic      | + 0s     |
| 6. | Paweł Bernas     | CCC Sprandi Polkowice       | + 0s     |
| 7. | Nikodemus Holler | Bike Aid                    | + 0s     |
| 8. | Adrian Kurek     | CCC Sprandi Polkowice       | + 0s     |
| 9. | Charles Planet   | Team Novo Nordisk           | + 0s     |
| 10. | Žiga Ručigaj     | Radenska Ljubljana          | + 0s     |

| \| Classificação geral \| Classificação geral \| Classificação geral \| Classificação geral \| Classificação geral \| \| Ciclista \| Ciclista \| Equipe \| Tempo \| \| \| ------------------- \| ------------------- \| --------------------------- \| ------------------- \| ------------------- \| \| 1. \| Manuel Belletti \| Androni Giocattoli-Sidermec \| 3h40m41s \| \| \| 2. \| Patrick Schelling \| Team Vorarlberg-Santic \| + 9s \| \| \| 3. \| Charles Planet \| Team Novo Nordisk \| + 10s \| \| \| 4. \| Maximilian Kuen \| My Bike-Stevens \| + 11s \| \| \| 5. \| Gian Friesecke \| Team Vorarlberg-Santic \| + 12s \| \| \| 6. \| Matteo Moschetti \| Polartec-Kometa \| + 12s \| \| \| 7. \| Paolo Totò \| Sangemini-MG.Kvis-Vega \| + 13s \| \| \| 8. \| Paweł Bernas \| CCC Sprandi Polkowice \| + 15s \| \| \| 9. \| Kamil Małecki \| CCC Sprandi Polkowice \| + 20s \| \| \| 10. \| Leszek Pluciński \| CCC Sprandi Polkowice \| + 25s \| \| |                   |                             |          |
| |                   |                             |          |
| Fonte: ProCyclingStats |                   |                             |          |
| Classificação geral |                   |                             |          |
| Ciclista | Ciclista          | Equipe                      | Tempo    |
| 1. | Manuel Belletti   | Androni Giocattoli-Sidermec | 3h40m41s |
| 2. | Patrick Schelling | Team Vorarlberg-Santic      | + 9s     |
| 3. | Charles Planet    | Team Novo Nordisk           | + 10s    |
| 4. | Maximilian Kuen   | My Bike-Stevens             | + 11s    |
| 5. | Gian Friesecke    | Team Vorarlberg-Santic      | + 12s    |
| 6. | Matteo Moschetti  | Polartec-Kometa             | + 12s    |
| 7. | Paolo Totò        | Sangemini-MG.Kvis-Vega      | + 13s    |
| 8. | Paweł Bernas      | CCC Sprandi Polkowice       | + 15s    |
| 9. | Kamil Małecki     | CCC Sprandi Polkowice       | + 20s    |
| 10. | Leszek Pluciński  | CCC Sprandi Polkowice       | + 25s    |

### 2.ª etapa
| Velence - Székesfehérvár | média montanha | (190,5 km) |

| \| Classificação por etapas \| Classificação por etapas \| Classificação por etapas \| Classificação por etapas \| Classificação por etapas \| \| Ciclista \| Ciclista \| Equipe \| Tempo \| \| \| ------------------------ \| ------------------------ \| --------------------------- \| ------------------------ \| ------------------------ \| \| 1. \| Matteo Moschetti \| Polartec-Kometa \| 4h14m07s \| \| \| 2. \| Attilio Viviani \| Sangemini-MG.Kvis-Vega \| + 0s \| \| \| 3. \| Manuel Belletti \| Androni Giocattoli-Sidermec \| + 0s \| \| \| 4. \| František Sisr \| CCC Sprandi Polkowice \| + 0s \| \| \| 5. \| Ahmed Galdoune \| Kőbánya Cycling Team \| + 0s \| \| \| 6. \| Paolo Totò \| Sangemini-MG.Kvis-Vega \| + 0s \| \| \| 7. \| Andrea Peron \| Team Novo Nordisk \| + 0s \| \| \| 8. \| Luca Mozzato \| Dimension Data for Qhubeka \| + 0s \| \| \| 9. \| Patryk Stosz \| CCC Sprandi Polkowice \| + 0s \| \| \| 10. \| Benjamin Hill \| Ljubljana Gusto Xaurum \| + 0s \| \| |                  |                             |          |
| |                  |                             |          |
| Fonte: ProCyclingStats |                  |                             |          |
| Classificação por etapas |                  |                             |          |
| Ciclista | Ciclista         | Equipe                      | Tempo    |
| 1. | Matteo Moschetti | Polartec-Kometa             | 4h14m07s |
| 2. | Attilio Viviani  | Sangemini-MG.Kvis-Vega      | + 0s     |
| 3. | Manuel Belletti  | Androni Giocattoli-Sidermec | + 0s     |
| 4. | František Sisr   | CCC Sprandi Polkowice       | + 0s     |
| 5. | Ahmed Galdoune   | Kőbánya Cycling Team        | + 0s     |
| 6. | Paolo Totò       | Sangemini-MG.Kvis-Vega      | + 0s     |
| 7. | Andrea Peron     | Team Novo Nordisk           | + 0s     |
| 8. | Luca Mozzato     | Dimension Data for Qhubeka  | + 0s     |
| 9. | Patryk Stosz     | CCC Sprandi Polkowice       | + 0s     |
| 10. | Benjamin Hill    | Ljubljana Gusto Xaurum      | + 0s     |

| \| Classificação geral \| Classificação geral \| Classificação geral \| Classificação geral \| Classificação geral \| \| Ciclista \| Ciclista \| Equipe \| Tempo \| \| \| ------------------- \| ------------------- \| --------------------------- \| ------------------- \| ------------------- \| \| 1. \| Manuel Belletti \| Androni Giocattoli-Sidermec \| 7h54m44s \| \| \| 2. \| Matteo Moschetti \| Polartec-Kometa \| + 6s \| \| \| 3. \| Charles Planet \| Team Novo Nordisk \| + 13s \| \| \| 4. \| Maximilian Kuen \| My Bike-Stevens \| + 15s \| \| \| 5. \| Gian Friesecke \| Team Vorarlberg-Santic \| + 16s \| \| \| 6. \| Patrick Schelling \| Team Vorarlberg-Santic \| + 17s \| \| \| 7. \| Paolo Totò \| Sangemini-MG.Kvis-Vega \| + 17s \| \| \| 8. \| Paweł Bernas \| CCC Sprandi Polkowice \| + 19s \| \| \| 9. \| Kamil Małecki \| CCC Sprandi Polkowice \| + 22s \| \| \| 10. \| Leszek Pluciński \| CCC Sprandi Polkowice \| + 33s \| \| |                   |                             |          |
| |                   |                             |          |
| Fonte: ProCyclingStats |                   |                             |          |
| Classificação geral |                   |                             |          |
| Ciclista | Ciclista          | Equipe                      | Tempo    |
| 1. | Manuel Belletti   | Androni Giocattoli-Sidermec | 7h54m44s |
| 2. | Matteo Moschetti  | Polartec-Kometa             | + 6s     |
| 3. | Charles Planet    | Team Novo Nordisk           | + 13s    |
| 4. | Maximilian Kuen   | My Bike-Stevens             | + 15s    |
| 5. | Gian Friesecke    | Team Vorarlberg-Santic      | + 16s    |
| 6. | Patrick Schelling | Team Vorarlberg-Santic      | + 17s    |
| 7. | Paolo Totò        | Sangemini-MG.Kvis-Vega      | + 17s    |
| 8. | Paweł Bernas      | CCC Sprandi Polkowice       | + 19s    |
| 9. | Kamil Małecki     | CCC Sprandi Polkowice       | + 22s    |
| 10. | Leszek Pluciński  | CCC Sprandi Polkowice       | + 33s    |

### 3.ª etapa
| Cegléd - Hajdúszoboszló | etapa plana | (206,6 km) |

| \| Classificação por etapas \| Classificação por etapas \| Classificação por etapas \| Classificação por etapas \| Classificação por etapas \| \| Ciclista \| Ciclista \| Equipe \| Tempo \| \| \| ------------------------ \| ------------------------ \| --------------------------- \| ------------------------ \| ------------------------ \| \| 1. \| Andrii Bratashchuk \| Team Novak \| 4h31m04s \| \| \| 2. \| Manuel Belletti \| Androni Giocattoli-Sidermec \| + 2s \| \| \| 3. \| Ahmed Galdoune \| Kőbánya Cycling Team \| + 2s \| \| \| 4. \| Joeri Stallaert \| Team Vorarlberg-Santic \| + 2s \| \| \| 5. \| Luca Mozzato \| Dimension Data for Qhubeka \| + 2s \| \| \| 6. \| Benjamin Hill \| Ljubljana Gusto Xaurum \| + 2s \| \| \| 7. \| Paolo Totò \| Sangemini-MG.Kvis-Vega \| + 2s \| \| \| 8. \| Ádám Kristóf Karl \| Hungria \| + 2s \| \| \| 9. \| Matteo Moschetti \| Polartec-Kometa \| + 2s \| \| \| 10. \| František Sisr \| CCC Sprandi Polkowice \| + 2s \| \| |                    |                             |          |
| |                    |                             |          |
| Fonte: ProCyclingStats |                    |                             |          |
| Classificação por etapas |                    |                             |          |
| Ciclista | Ciclista           | Equipe                      | Tempo    |
| 1. | Andrii Bratashchuk | Team Novak                  | 4h31m04s |
| 2. | Manuel Belletti    | Androni Giocattoli-Sidermec | + 2s     |
| 3. | Ahmed Galdoune     | Kőbánya Cycling Team        | + 2s     |
| 4. | Joeri Stallaert    | Team Vorarlberg-Santic      | + 2s     |
| 5. | Luca Mozzato       | Dimension Data for Qhubeka  | + 2s     |
| 6. | Benjamin Hill      | Ljubljana Gusto Xaurum      | + 2s     |
| 7. | Paolo Totò         | Sangemini-MG.Kvis-Vega      | + 2s     |
| 8. | Ádám Kristóf Karl  | Hungria                     | + 2s     |
| 9. | Matteo Moschetti   | Polartec-Kometa             | + 2s     |
| 10. | František Sisr     | CCC Sprandi Polkowice       | + 2s     |

| \| Classificação geral \| Classificação geral \| Classificação geral \| Classificação geral \| Classificação geral \| \| Ciclista \| Ciclista \| Equipe \| Tempo \| \| \| ------------------- \| ------------------- \| --------------------------- \| ------------------- \| ------------------- \| \| 1. \| Manuel Belletti \| Androni Giocattoli-Sidermec \| 12h25m44s \| \| \| 2. \| Matteo Moschetti \| Polartec-Kometa \| + 12s \| \| \| 3. \| Charles Planet \| Team Novo Nordisk \| + 21s \| \| \| 4. \| Paolo Totò \| Sangemini-MG.Kvis-Vega \| + 21s \| \| \| 5. \| Paweł Bernas \| CCC Sprandi Polkowice \| + 23s \| \| \| 6. \| Patrick Schelling \| Team Vorarlberg-Santic \| + 23s \| \| \| 7. \| Maximilian Kuen \| My Bike-Stevens \| + 24s \| \| \| 8. \| Gian Friesecke \| Team Vorarlberg-Santic \| + 25s \| \| \| 9. \| Kamil Małecki \| CCC Sprandi Polkowice \| + 31s \| \| \| 10. \| Leszek Pluciński \| CCC Sprandi Polkowice \| + 42s \| \| |                   |                             |           |
| |                   |                             |           |
| Fonte: ProCyclingStats |                   |                             |           |
| Classificação geral |                   |                             |           |
| Ciclista | Ciclista          | Equipe                      | Tempo     |
| 1. | Manuel Belletti   | Androni Giocattoli-Sidermec | 12h25m44s |
| 2. | Matteo Moschetti  | Polartec-Kometa             | + 12s     |
| 3. | Charles Planet    | Team Novo Nordisk           | + 21s     |
| 4. | Paolo Totò        | Sangemini-MG.Kvis-Vega      | + 21s     |
| 5. | Paweł Bernas      | CCC Sprandi Polkowice       | + 23s     |
| 6. | Patrick Schelling | Team Vorarlberg-Santic      | + 23s     |
| 7. | Maximilian Kuen   | My Bike-Stevens             | + 24s     |
| 8. | Gian Friesecke    | Team Vorarlberg-Santic      | + 25s     |
| 9. | Kamil Małecki     | CCC Sprandi Polkowice       | + 31s     |
| 10. | Leszek Pluciński  | CCC Sprandi Polkowice       | + 42s     |

### 4.ª etapa
| Karcag - Miskolc | alta montanha | (182,3 km) |

| \| Classificação por etapas \| Classificação por etapas \| Classificação por etapas \| Classificação por etapas \| Classificação por etapas \| \| Ciclista \| Ciclista \| Equipe \| Tempo \| \| \| ------------------------ \| ------------------------ \| --------------------------- \| ------------------------ \| ------------------------ \| \| 1. \| Nikodemus Holler \| Bike Aid \| 4h08m44s \| \| \| 2. \| Manuel Belletti \| Androni Giocattoli-Sidermec \| + 0s \| \| \| 3. \| Kamil Małecki \| CCC Sprandi Polkowice \| + 0s \| \| \| 4. \| Paolo Totò \| Sangemini-MG.Kvis-Vega \| + 0s \| \| \| 5. \| Attila Valter \| Pannon \| + 0s \| \| \| 6. \| Oleksandr Prevar \| Team Novak \| + 0s \| \| \| 7. \| Matteo Spreafico \| Androni Giocattoli-Sidermec \| + 0s \| \| \| 8. \| Nicolae Tanovitchii \| Team Novak \| + 0s \| \| \| 9. \| Patrick Schelling \| Team Vorarlberg-Santic \| + 0s \| \| \| 10. \| Nicola Gaffurini \| Sangemini-MG.Kvis-Vega \| + 0s \| \| |                     |                             |          |
| |                     |                             |          |
| Fonte: ProCyclingStats |                     |                             |          |
| Classificação por etapas |                     |                             |          |
| Ciclista | Ciclista            | Equipe                      | Tempo    |
| 1. | Nikodemus Holler    | Bike Aid                    | 4h08m44s |
| 2. | Manuel Belletti     | Androni Giocattoli-Sidermec | + 0s     |
| 3. | Kamil Małecki       | CCC Sprandi Polkowice       | + 0s     |
| 4. | Paolo Totò          | Sangemini-MG.Kvis-Vega      | + 0s     |
| 5. | Attila Valter       | Pannon                      | + 0s     |
| 6. | Oleksandr Prevar    | Team Novak                  | + 0s     |
| 7. | Matteo Spreafico    | Androni Giocattoli-Sidermec | + 0s     |
| 8. | Nicolae Tanovitchii | Team Novak                  | + 0s     |
| 9. | Patrick Schelling   | Team Vorarlberg-Santic      | + 0s     |
| 10. | Nicola Gaffurini    | Sangemini-MG.Kvis-Vega      | + 0s     |

| \| Classificação geral \| Classificação geral \| Classificação geral \| Classificação geral \| Classificação geral \| \| Ciclista \| Ciclista \| Equipe \| Tempo \| \| \| ------------------- \| ------------------- \| --------------------------- \| ------------------- \| ------------------- \| \| 1. \| Manuel Belletti \| Androni Giocattoli-Sidermec \| 16h34m19s \| \| \| 2. \| Paolo Totò \| Sangemini-MG.Kvis-Vega \| + 30s \| \| \| 3. \| Patrick Schelling \| Team Vorarlberg-Santic \| + 32s \| \| \| 4. \| Kamil Małecki \| CCC Sprandi Polkowice \| + 36s \| \| \| 5. \| Leszek Pluciński \| CCC Sprandi Polkowice \| + 51s \| \| \| 6. \| Oleksandr Prevar \| Team Novak \| + 52s \| \| \| 7. \| Nikodemus Holler \| Bike Aid \| + 55s \| \| \| 8. \| Adrian Kurek \| CCC Sprandi Polkowice \| + 57s \| \| \| 9. \| Fausto Masnada \| Androni Giocattoli-Sidermec \| + 1m04s \| \| \| 10. \| Matteo Spreafico \| Androni Giocattoli-Sidermec \| + 1m13s \| \| |                   |                             |           |
| |                   |                             |           |
| Fonte: ProCyclingStats |                   |                             |           |
| Classificação geral |                   |                             |           |
| Ciclista | Ciclista          | Equipe                      | Tempo     |
| 1. | Manuel Belletti   | Androni Giocattoli-Sidermec | 16h34m19s |
| 2. | Paolo Totò        | Sangemini-MG.Kvis-Vega      | + 30s     |
| 3. | Patrick Schelling | Team Vorarlberg-Santic      | + 32s     |
| 4. | Kamil Małecki     | CCC Sprandi Polkowice       | + 36s     |
| 5. | Leszek Pluciński  | CCC Sprandi Polkowice       | + 51s     |
| 6. | Oleksandr Prevar  | Team Novak                  | + 52s     |
| 7. | Nikodemus Holler  | Bike Aid                    | + 55s     |
| 8. | Adrian Kurek      | CCC Sprandi Polkowice       | + 57s     |
| 9. | Fausto Masnada    | Androni Giocattoli-Sidermec | + 1m04s   |
| 10. | Matteo Spreafico  | Androni Giocattoli-Sidermec | + 1m13s   |

### 5.ª etapa
| Kazincbarcika - Kazincbarcika | média montanha | (128,2 km) |

| \| Classificação por etapas \| Classificação por etapas \| Classificação por etapas \| Classificação por etapas \| Classificação por etapas \| \| Ciclista \| Ciclista \| Equipe \| Tempo \| \| \| ------------------------ \| ------------------------ \| -------------------------- \| ------------------------ \| ------------------------ \| \| 1. \| Nikodemus Holler \| Bike Aid \| 2h46m48s \| \| \| 2. \| Matteo Moschetti \| Polartec-Kometa \| + 0s \| \| \| 3. \| Kamil Małecki \| CCC Sprandi Polkowice \| + 0s \| \| \| 4. \| Luca Mozzato \| Dimension Data for Qhubeka \| + 0s \| \| \| 5. \| Attilio Viviani \| Sangemini-MG.Kvis-Vega \| + 0s \| \| \| 6. \| Matteo Draperi \| Sangemini-MG.Kvis-Vega \| + 0s \| \| \| 7. \| Michele Scartezzini \| Sangemini-MG.Kvis-Vega \| + 0s \| \| \| 8. \| Daniel Moricz \| \| + 0s \| \| \| 9. \| Ádám Kristóf Karl \| UC Monaco \| + 0s \| \| \| 10. \| Oleksandr Prevar \| Team Novak \| + 0s \| \| |                     |                            |          |
| |                     |                            |          |
| Fonte: ProCyclingStats |                     |                            |          |
| Classificação por etapas |                     |                            |          |
| Ciclista | Ciclista            | Equipe                     | Tempo    |
| 1. | Nikodemus Holler    | Bike Aid                   | 2h46m48s |
| 2. | Matteo Moschetti    | Polartec-Kometa            | + 0s     |
| 3. | Kamil Małecki       | CCC Sprandi Polkowice      | + 0s     |
| 4. | Luca Mozzato        | Dimension Data for Qhubeka | + 0s     |
| 5. | Attilio Viviani     | Sangemini-MG.Kvis-Vega     | + 0s     |
| 6. | Matteo Draperi      | Sangemini-MG.Kvis-Vega     | + 0s     |
| 7. | Michele Scartezzini | Sangemini-MG.Kvis-Vega     | + 0s     |
| 8. | Daniel Moricz       |                            | + 0s     |
| 9. | Ádám Kristóf Karl   | UC Monaco                  | + 0s     |
| 10. | Oleksandr Prevar    | Team Novak                 | + 0s     |

## Classificações finais
As classificações finalizaram da seguinte forma:

### Classificação geral
| \| Classificação geral \| Classificação geral \| Classificação geral \| Classificação geral \| Classificação geral \| \| Ciclista \| Ciclista \| Equipe \| Tempo \| \| \| ------------------- \| ------------------- \| --------------------------- \| ------------------- \| ------------------- \| \| 1. \| Manuel Belletti \| Androni Giocattoli-Sidermec \| 19h21m07s \| \| \| 2. \| Kamil Małecki \| CCC Sprandi Polkowice \| + 27s \| \| \| 3. \| Paolo Totò \| Sangemini-MG.Kvis-Vega \| + 28s \| \| \| 4. \| Patrick Schelling \| Team Vorarlberg-Santic \| + 31s \| \| \| 5. \| Nikodemus Holler \| Bike Aid \| + 45s \| \| \| 6. \| Leszek Pluciński \| CCC Sprandi Polkowice \| + 51s \| \| \| 7. \| Oleksandr Prevar \| Team Novak \| + 51s \| \| \| 8. \| Adrian Kurek \| CCC Sprandi Polkowice \| + 57s \| \| \| 9. \| Fausto Masnada \| Androni Giocattoli-Sidermec \| + 1m04s \| \| \| 10. \| Matteo Spreafico \| Androni Giocattoli-Sidermec \| + 1m13s \| \| |                   |                             |           |
| |                   |                             |           |
| Fonte: ProCyclingStats |                   |                             |           |
| Classificação geral |                   |                             |           |
| Ciclista | Ciclista          | Equipe                      | Tempo     |
| 1. | Manuel Belletti   | Androni Giocattoli-Sidermec | 19h21m07s |
| 2. | Kamil Małecki     | CCC Sprandi Polkowice       | + 27s     |
| 3. | Paolo Totò        | Sangemini-MG.Kvis-Vega      | + 28s     |
| 4. | Patrick Schelling | Team Vorarlberg-Santic      | + 31s     |
| 5. | Nikodemus Holler  | Bike Aid                    | + 45s     |
| 6. | Leszek Pluciński  | CCC Sprandi Polkowice       | + 51s     |
| 7. | Oleksandr Prevar  | Team Novak                  | + 51s     |
| 8. | Adrian Kurek      | CCC Sprandi Polkowice       | + 57s     |
| 9. | Fausto Masnada    | Androni Giocattoli-Sidermec | + 1m04s   |
| 10. | Matteo Spreafico  | Androni Giocattoli-Sidermec | + 1m13s   |

### Classificação por pontos
| Classificação por pontos | Classificação por pontos | Classificação por pontos    | Classificação por pontos | Classificação por pontos |
| Ciclista                 | Ciclista                 | Equipe                      | Pontos                   |                          |
| ------------------------ | ------------------------ | --------------------------- | ------------------------ | ------------------------ |
| 1.                       | Manuel Belletti          | Androni Giocattoli-Sidermec | 29 pts                   |                          |
| 2.                       | Matteo Moschetti         | Polartec-Kometa             | 22 pts                   |                          |
| 3.                       | Nikodemus Holler         | Bike Aid                    | 20 pts                   |                          |
| 4.                       | Kamil Małecki            | CCC Sprandi Polkowice       | 19 pts                   |                          |
| 5.                       | Jannik Steimle           | Team Vorarlberg-Santic      | 14 pts                   |                          |
| 6.                       | Paolo Totò               | Sangemini-MG.Kvis-Vega      | 11 pts                   |                          |
| 7.                       | Attilio Viviani          | Sangemini-MG.Kvis-Vega      | 8 pts                    |                          |
| 8.                       | Maximilian Kuen          | My Bike-Stevens             | 7 pts                    |                          |
| 9.                       | Marco Benfatto           | Androni Giocattoli-Sidermec | 6 pts                    |                          |
| 10.                      | Isaac Cantón             | Polartec-Kometa             | 6 pts                    |                          |

### Classificação da montanha
| Classificação da montanha | Classificação da montanha | Classificação da montanha | Classificação da montanha | Classificação da montanha |
| Ciclista                  | Ciclista                  | Equipe                    | Pontos                    |                           |
| ------------------------- | ------------------------- | ------------------------- | ------------------------- | ------------------------- |
| 1.                        | Patryk Stosz              | CCC Sprandi Polkowice     | 26 pts                    |                           |
| 2.                        | Attila Valter             | Pannon                    | 21 pts                    |                           |
| 3.                        | Isaac Cantón              | Polartec-Kometa           | 13 pts                    |                           |
| 4.                        | Nicolae Tanovitchii       | Team Novak                | 13 pts                    |                           |
| 5.                        | Adne van Engelen          | Bike Aid                  | 10 pts                    |                           |
| 6.                        | Márton Dina               | Pannon                    | 10 pts                    |                           |
| 7.                        | Patrick Schelling         | Team Vorarlberg-Santic    | 7 pts                     |                           |
| 8.                        | Andras Szatmary           | Pannon                    | 6 pts                     |                           |
| 9.                        | Adrian Kurek              | CCC Sprandi Polkowice     | 5 pts                     |                           |
| 10.                       | Michele Gazzara           | Sangemini-MG.Kvis-Vega    | 5 pts                     |                           |

### Classificação por equipas
| Classificação por equipes | Classificação por equipes   | Classificação por equipes | Classificação por equipes |
| Equipe                    | Equipe                      | Tempo                     |                           |
| ------------------------- | --------------------------- | ------------------------- | ------------------------- |
| 1.                        | CCC Sprandi Polkowice       | 49h45m01s                 |                           |
| 2.                        | Sangemini-MG.Kvis           | + 24s                     |                           |
| 3.                        | Androni Giocattoli-Sidermec | + 43s                     |                           |
| 4.                        | Vorarlberg-Santic           | + 5m08s                   |                           |
| 5.                        | Team Novak                  | + 11m02s                  |                           |
| 6.                        | Pannon                      | + 13m27s                  |                           |
| 7.                        | Bike Aid                    | + 14m31s                  |                           |
| 8.                        | Polartec-Kometa             | + 14m40s                  |                           |
| 9.                        | My Bike-Stevens             | + 16m27s                  |                           |
| 10.                       | Ljubljana Gusto Xaurum      | + 20m15s                  |                           |

## Evolução das classificações
| Etapa                 | Vencedor              | Classificação geral | Classificação por pontos | Classificação da montanha | Classificação do melhor húngaro | Classificação por equipas |
| --------------------- | --------------------- | ------------------- | ------------------------ | ------------------------- | ------------------------------- | ------------------------- |
| Prólogo               | Patrick Schelling     | Patrick Schelling   | não se entregou          | não se entregou           | Bence Lóki                      | Vorarlberg-Santic         |
| 1.ª                   | Manuel Belletti       | Manuel Belletti     | Manuel Belletti          | Patryk Stosz              | Márton Dina                     | Vorarlberg-Santic         |
| 2.ª                   | Matteo Moschetti      | Manuel Belletti     | Matteo Moschetti         | Patryk Stosz              | Márton Dina                     | Vorarlberg-Santic         |
| 3.ª                   | Andrii Bratashchuk    | Manuel Belletti     | Manuel Belletti          | Patryk Stosz              | Márton Dina                     | Vorarlberg-Santic         |
| 4.ª                   | Nikodemus Holler      | Manuel Belletti     | Manuel Belletti          | Patryk Stosz              | Attila Valter                   | CCC Sprandi Polkowice     |
| 5.ª                   | Nikodemus Holler      | Manuel Belletti     | Manuel Belletti          | Patryk Stosz              | Attila Valter                   | CCC Sprandi Polkowice     |
| Classificações finais | Classificações finais | Manuel Belletti     | Manuel Belletti          | Patryk Stosz              | Attila Valter                   | CCC Sprandi Polkowice     |

## UCI World Ranking
A Volta à Hungria outorga pontos para o UCI Europe Tour de 2018 e o UCI World Ranking, este último para corredores das equipas nas categorias UCI WorldTeam, Profissional Continental e Equipas Continentais. As seguintes tabelas mostram o barómetro de pontuação e os 10 corredores que obtiveram mais pontos:
| Posição             | 1.º | 2.º | 3.º | 4.º | 5.º | 6.º | 7.º | 8.º | 9.º | 10.º | 11.º | 12.º | 13.º-15.º | 16.º-25.º |
| Classificação geral | 125 | 85  | 70  | 60  | 50  | 40  | 35  | 30  | 25  | 20   | 15   | 10   | 5         | 3         |
| Por etapa           | 14  | 5   | 3   |     |     |     |     |     |     |      |      |      |           |           |
| Líder               | 3   |     |     |     |     |     |     |     |     |      |      |      |           |           |

| Classificação | Classificação     | Classificação               | Classificação | Classificação | Classificação | Classificação |
| Posição       | Ciclista          | Equipa                      | Geral         | Etapa         | Líder         | Total         |
| ------------- | ----------------- | --------------------------- | ------------- | ------------- | ------------- | ------------- |
| 1.º           | Manuel Belletti   | Androni Giocattoli-Sidermec | 125           | 30            | 12            | 167           |
| 2.º           | Kamil Małecki     | CCC Sprandi Polkowice       | 85            | 9             | -             | 94            |
| 3.º           | Nikodemus Holler  | Bike Aid                    | 50            | 28            | -             | 78            |
| 4.º           | Patrick Schelling | Vorarlberg-Santic           | 60            | 14            | 3             | 77            |
| 5.º           | Paolo Totò        | Sangemini-mg.kvis-Vega      | 70            | -             | -             | 70            |
| 6.º           | Leszek Pluciński  | CCC Sprandi Polkowice       | 40            | -             | -             | 40            |
| 7.º           | Oleksandr Prevar  | Novak                       | 35            | -             | -             | 35            |
| 8.º           | Adrian Kurek      | CCC Sprandi Polkowice       | 30            | -             | -             | 30            |
| 9.º           | Fausto Masnada    | Androni Giocattoli-Sidermec | 25            | -             | -             | 25            |
| 10.º          | Matteo Moschetti  | Polartec-Kometa             | -             | 24            | -             | 24            |